# Hussein Ali
Hussein Ali (Malmö, 1º marzo 2002) è un calciatore svedese naturalizzato iracheno, difensore dell'Heerenveen e della nazionale irachena.

## Caratteristiche tecniche
È un terzino destro.

## Carriera

### Club
Cresciuto nel settore giovanile del Malmö FF, il 13 agosto 2019 viene acquistato a titolo definitivo dall'Örebro, con cui firma un contratto di tre anni e mezzo. Debutta fra i professionisti il 21 settembre seguente in occasione dell'incontro di Allsvenskan perso 3-0 contro l'IFK Norrköping.

### Nazionale
Ha giocato nelle nazionali giovanili svedesi Under-16 ed Under-17.
In seguito ha scelto di rappresentare l'Iraq, con la cui nazionale maggiore nel 2023 ha partecipato alla Coppa d'Asia.

## Statistiche
Statistiche aggiornate al 6 dicembre 2020.

### Presenze e reti nei club
| Stagione        | Squadra         | Campionato      | Campionato | Campionato | Coppe nazionali | Coppe nazionali | Coppe nazionali | Coppe continentali | Coppe continentali | Coppe continentali | Altre coppe | Altre coppe | Altre coppe | Totale | Totale | Totale |
| Stagione        | Squadra         | Comp            | Pres       | Reti       | Comp            | Pres            | Reti            | Comp               | Pres               | Reti               | Comp        | Pres        | Reti        | Pres   | Reti   |        |
| --------------- | --------------- | --------------- | ---------- | ---------- | --------------- | --------------- | --------------- | ------------------ | ------------------ | ------------------ | ----------- | ----------- | ----------- | ------ | ------ | ------ |
| 2019            | Örebro          | A               | 2          | 0          | CS              | 0               | 0               |                    | -                  | -                  |             | -           | -           | 2      | 0      |        |
| 2020            | Örebro          | A               | 22         | 0          | CS              | 1               | 0               |                    | -                  | -                  |             | -           | -           | 23     | 0      |        |
| Totale carriera | Totale carriera | Totale carriera | 24         | 0          |                 | 1               | 0               |                    | -                  | -                  |             | -           | -           | 25     | 0      |        |

### Cronologia presenze e reti in nazionale
| Cronologia completa delle presenze e delle reti in nazionale ― Iraq olimpica | Cronologia completa delle presenze e delle reti in nazionale ― Iraq olimpica | Cronologia completa delle presenze e delle reti in nazionale ― Iraq olimpica | Cronologia completa delle presenze e delle reti in nazionale ― Iraq olimpica | Cronologia completa delle presenze e delle reti in nazionale ― Iraq olimpica | Cronologia completa delle presenze e delle reti in nazionale ― Iraq olimpica | Cronologia completa delle presenze e delle reti in nazionale ― Iraq olimpica | Cronologia completa delle presenze e delle reti in nazionale ― Iraq olimpica |
| Data                                                                         | Città                                                                        | In casa                                                                      | Risultato                                                                    | Ospiti                                                                       | Competizione                                                                 | Reti                                                                         | Note                                                                         |
| ---------------------------------------------------------------------------- | ---------------------------------------------------------------------------- | ---------------------------------------------------------------------------- | ---------------------------------------------------------------------------- | ---------------------------------------------------------------------------- | ---------------------------------------------------------------------------- | ---------------------------------------------------------------------------- | ---------------------------------------------------------------------------- |
| 24-7-2024                                                                    | Décines-Charpieu                                                             | Iraq olimpica                                                                | 2 – 1                                                                        | Ucraina olimpica                                                             | Olimpiadi 2024 - 1º turno                                                    | -                                                                            | 58’                                                                          |
| 27-7-2024                                                                    | Décines-Charpieu                                                             | Argentina olimpica                                                           | 3 – 1                                                                        | Iraq olimpica                                                                | Olimpiadi 2024 - 1º turno                                                    | -                                                                            | 60’                                                                          |
| 30-7-2024                                                                    | Nizza                                                                        | Marocco olimpica                                                             | 3 – 0                                                                        | Iraq olimpica                                                                | Olimpiadi 2024 - 1º turno                                                    | -                                                                            | 79’                                                                          |
| Totale                                                                       |                                                                              | Presenze                                                                     | 3                                                                            |                                                                              | Reti                                                                         | 0                                                                            |                                                                              |